# Karatsu-Keramik

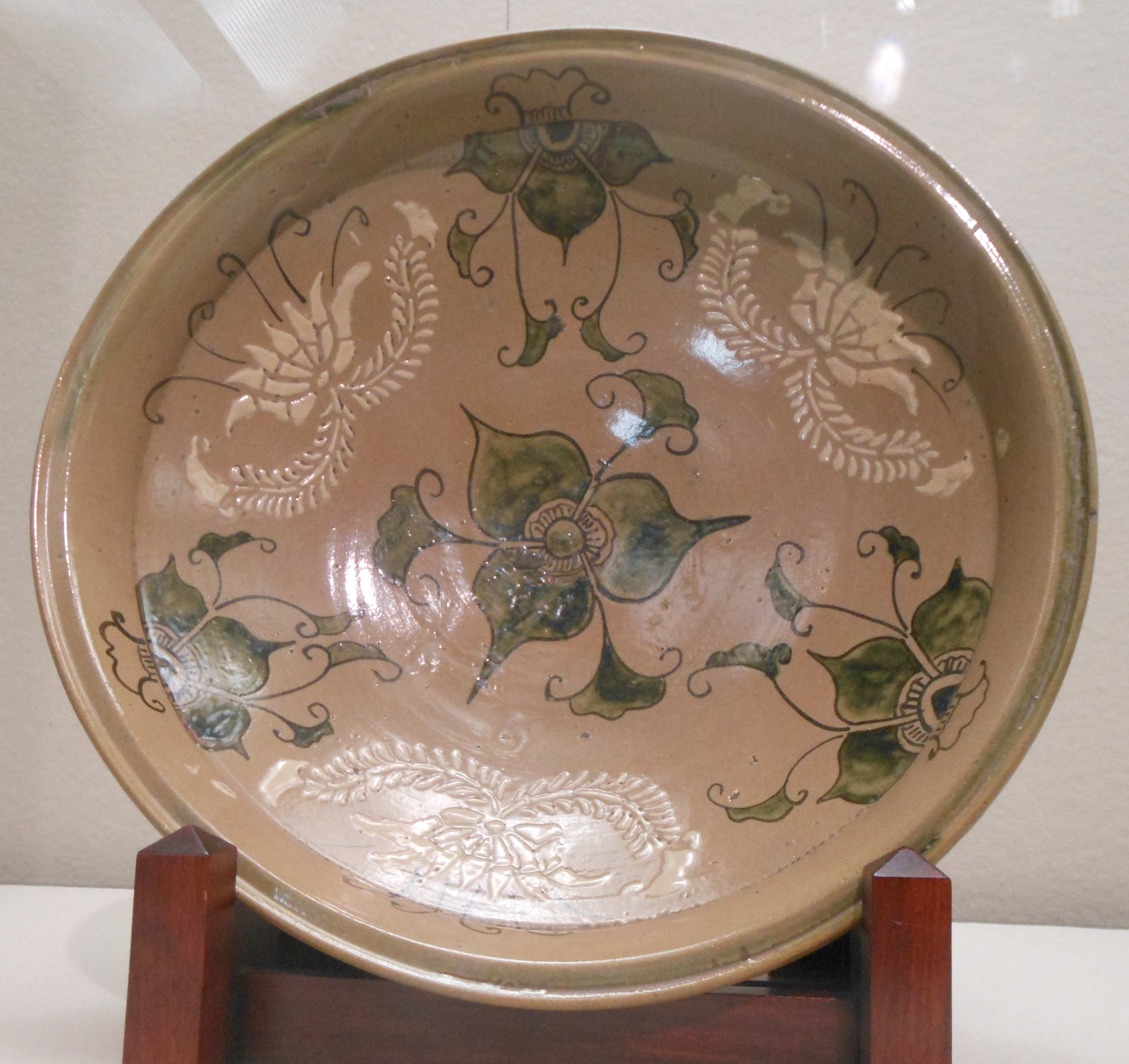
Schale im „Kyūshū Keramik Museum“

Karatsu-Keramik (japanisch 唐津焼, Karatsu-yaki) ist eine ab dem Beginn des 17. Jahrhunderts typische japanische Keramik, die in den
Öfen gebrannt wird, die von der westlichen Präfektur Saga bis zur Präfektur Nagasaki auf Kyūshū vorhanden sind.

## Übersicht
Es gibt verschiedene Annahmen über den Ursprung der Karatsu-Keramik, aber die allgemein akzeptierte Vorstellung ist, dass sie nach Toyotomi Hideyoshis Einfall in Korea, also nach dem Bunroku-Keichō-Krieg (1592 bis 1598) mit nach Japan gebrachten Koreanern eröffnet wurde. Diese Vorstellung wird derzeit in Frage gestellt. Die Tatsache, dass es Gefäße gibt, die vor diesem Datum erstellt wurden, wird durch die Vase mit vier Ohren (銘四耳壺, Meishiji-ko) aus dem Jahr 1592 belegt, die sich in der Sammlung des Seibo-Schreins (聖母神社) in der Provinz Iki befindet.
Brennöfen in Form der Zeit konnten in großer Anzahl hergestellt werden. So blühte die Herstellung der Brennöfen auf, die Produktion wurde schnell sehr erfolgreich. Es wurden Brennöfen im Landkreis Higashi-Matsuura (東松浦郡), in Karatsu, Imari, Takeo, Taku, Kashima, Ureshino, in den Landkreisen Fujitsu (藤津郡), Kishima (杵島郡) und Nishi-Matsuura (西松浦郡) sowie in der Präfektur Nagasaki und um die Städte Sasebo, Isahaya, Matsuura, den Landkreis Higashi-Sonogi (東彼杵郡) und Hirado gebaut. Das „Bizen Toki Kama-ato“ (肥前陶器窯跡) ist eine „National ausgewiesene historische Stätte“ (国指定史跡, Kokushitei shiato) als Überbleibsel der Karatsu-Warenproduktion in den Städten Karatsu, Takeo und Taku.
Die Glasurtechniken basierten auf einer wolkigen Glasur unter Verwendung von Strohasche, einer transparenten Glasur, die hauptsächlich aus Feldspat besteht, und einer schwarz-braunen Glasur unter Verwendung von Eisen als Farbstoff, die mit Eisenmalerei, Intarsien, kupfergrüner Farbe und weißer Schminke verziert wurde, um Gesprenkeltes Karatsu (斑唐津, Madara Karatsu), Schwarzes Karatsu (黒唐津, Kokukaratsu), koreanisches Karatsu (朝鮮唐津), altkoreanische Kōrai (奥高麗), Mishima-Karatsu (三島唐津), Seto-Karatsu (瀬戸唐津) und kupferfarbenes Karatsu, auch Nisai-Karatsu (二彩唐津) genannt, herzustellen. In der Mitte der Edo-Zeit wurde auch blaue Unterglasurkeramik hergestellt. Die Produktion der Karatsu-Keramik ging jedoch allmählich zurück, als in Arita die Porzellanherstellung begann.
Einer der ersten Brennöfen, der Handō-gama, produzierte mindestens seit der Mitte des 16. Jahrhunderts. Die Produktion erreichte ihren Höhepunkt im 17. Jahrhundert. Nakazato Muan (中里 無庵; 1895–1985), ein Nachkomme früherer Töpfer, wurde 1976 als Lebender Nationalschatz ausgezeichnet. Nakazato Toraemon XIII. (1923–2009), sein ältester Sohn, setze dessen Tradition fort. Zurzeit ist Nakazato Toraemon XIV. dort tätig.

## Bilder

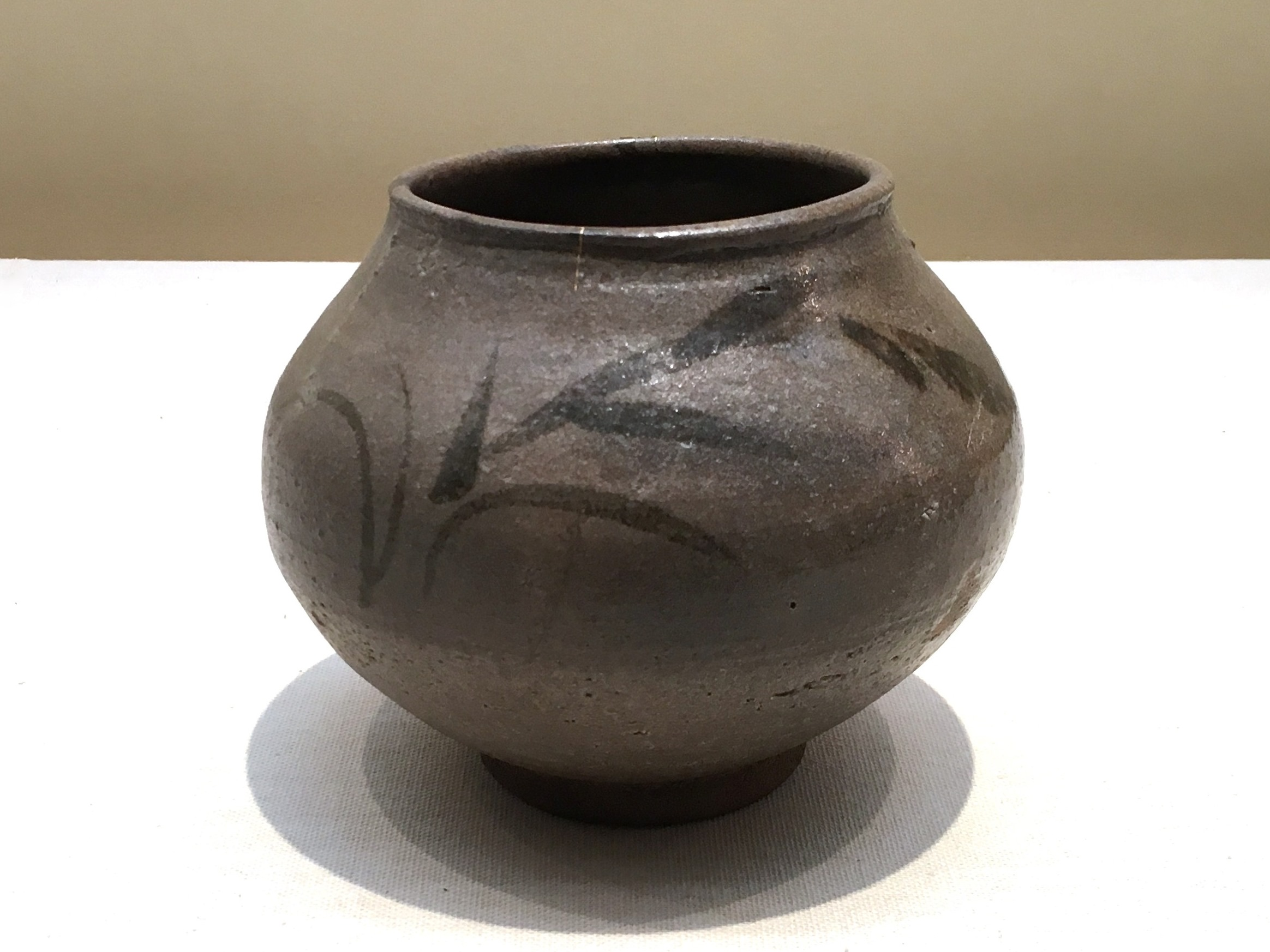
Vase im Aichi Präfektur Keramik Museum
Becher, im Cleveland Museum of Art
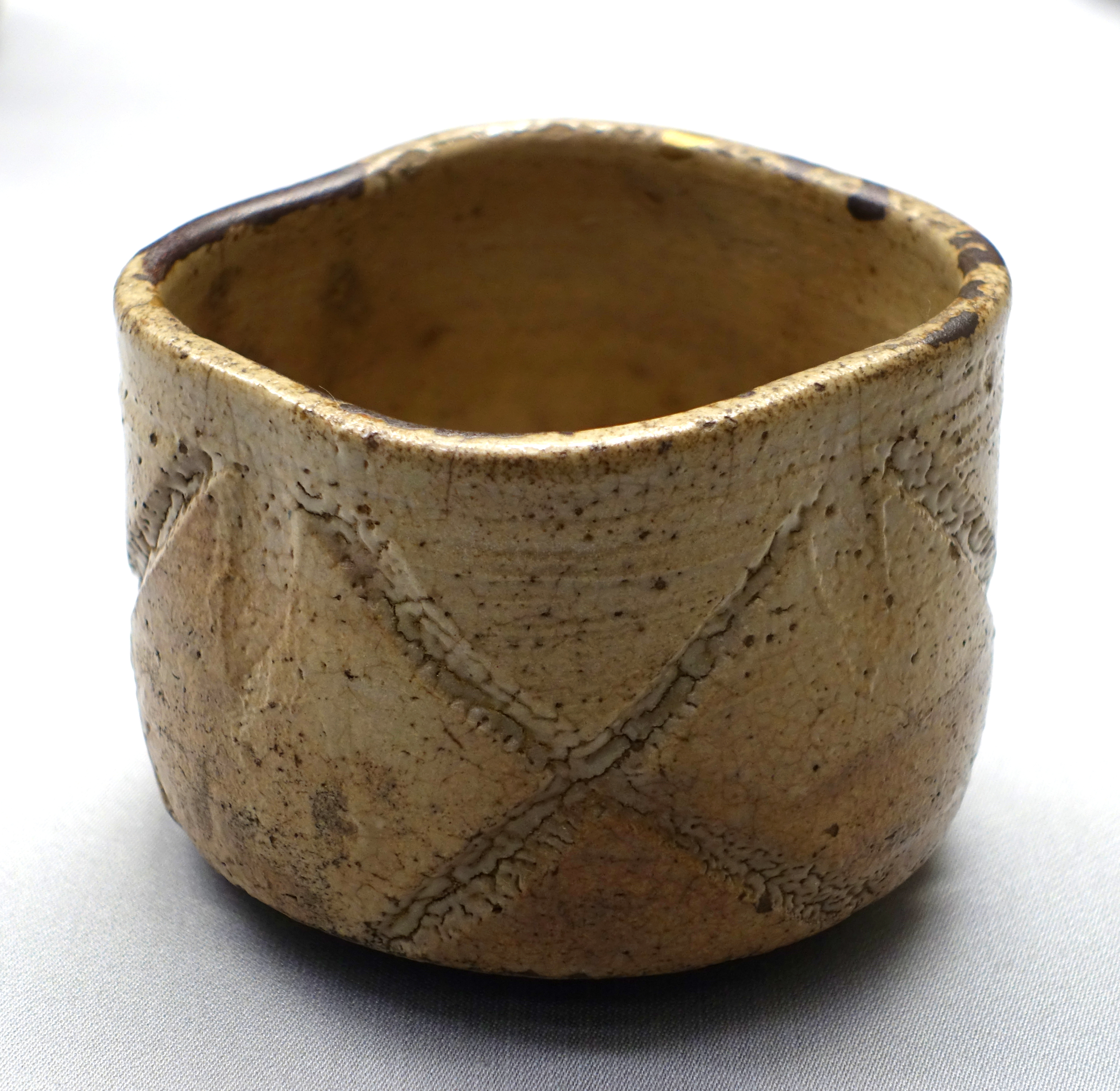
Becher im Nationalmuseum Tokio
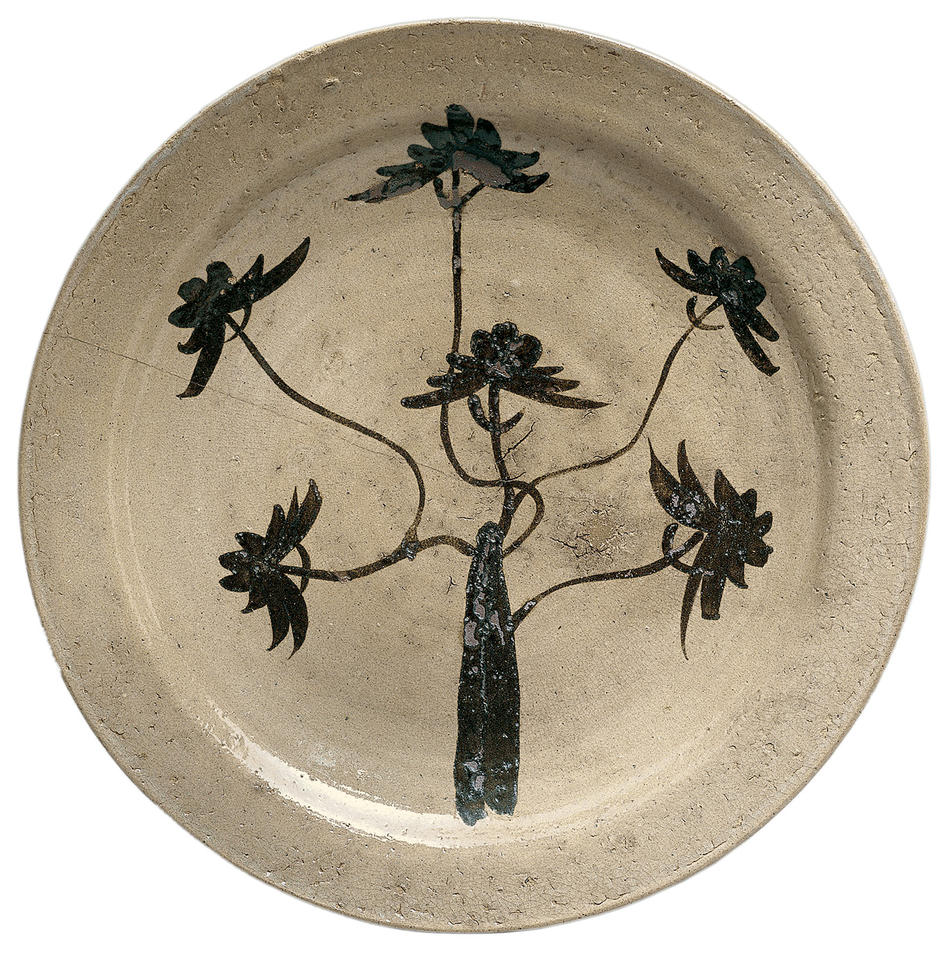
Teller
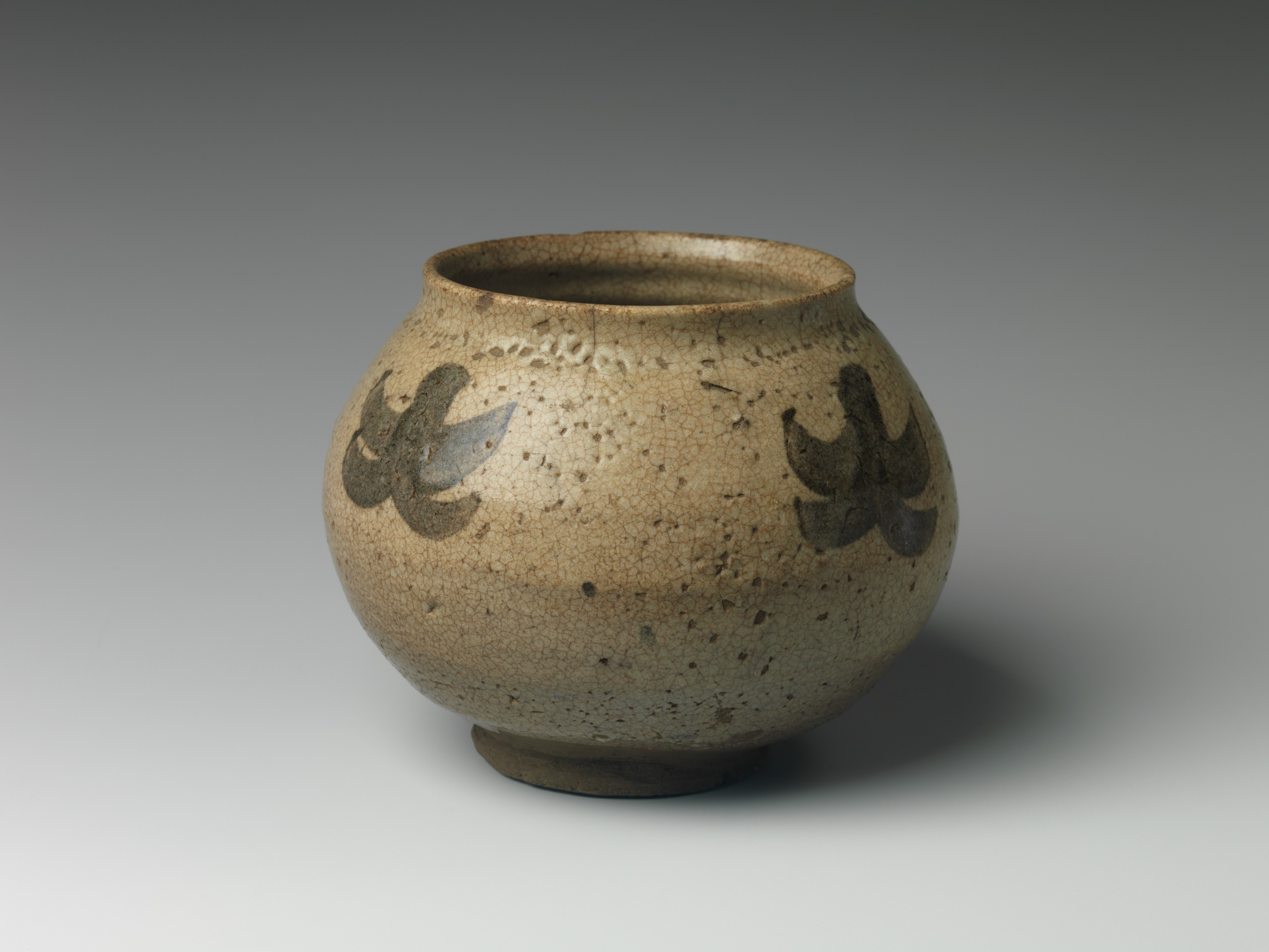
Vase
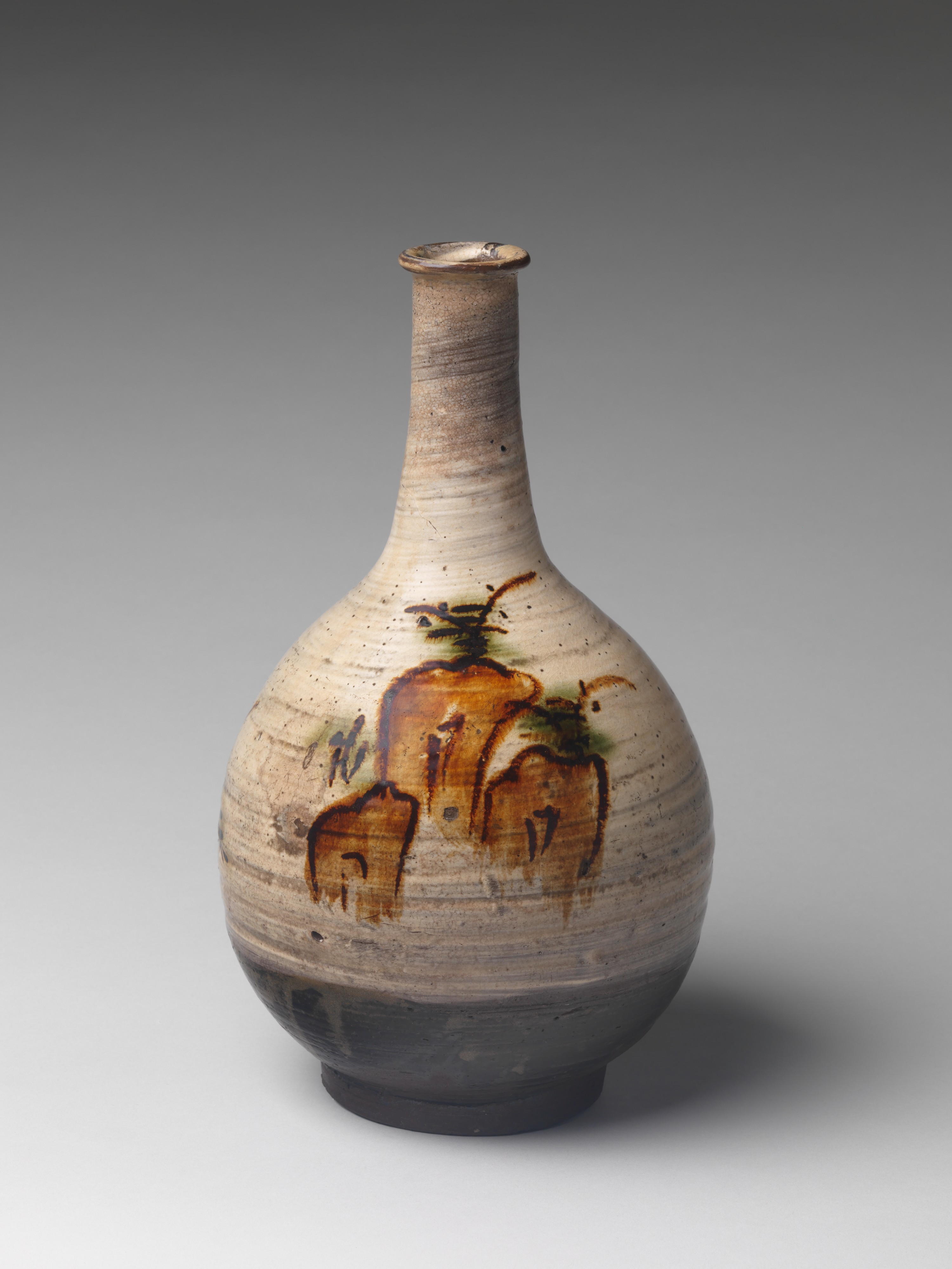
Vase
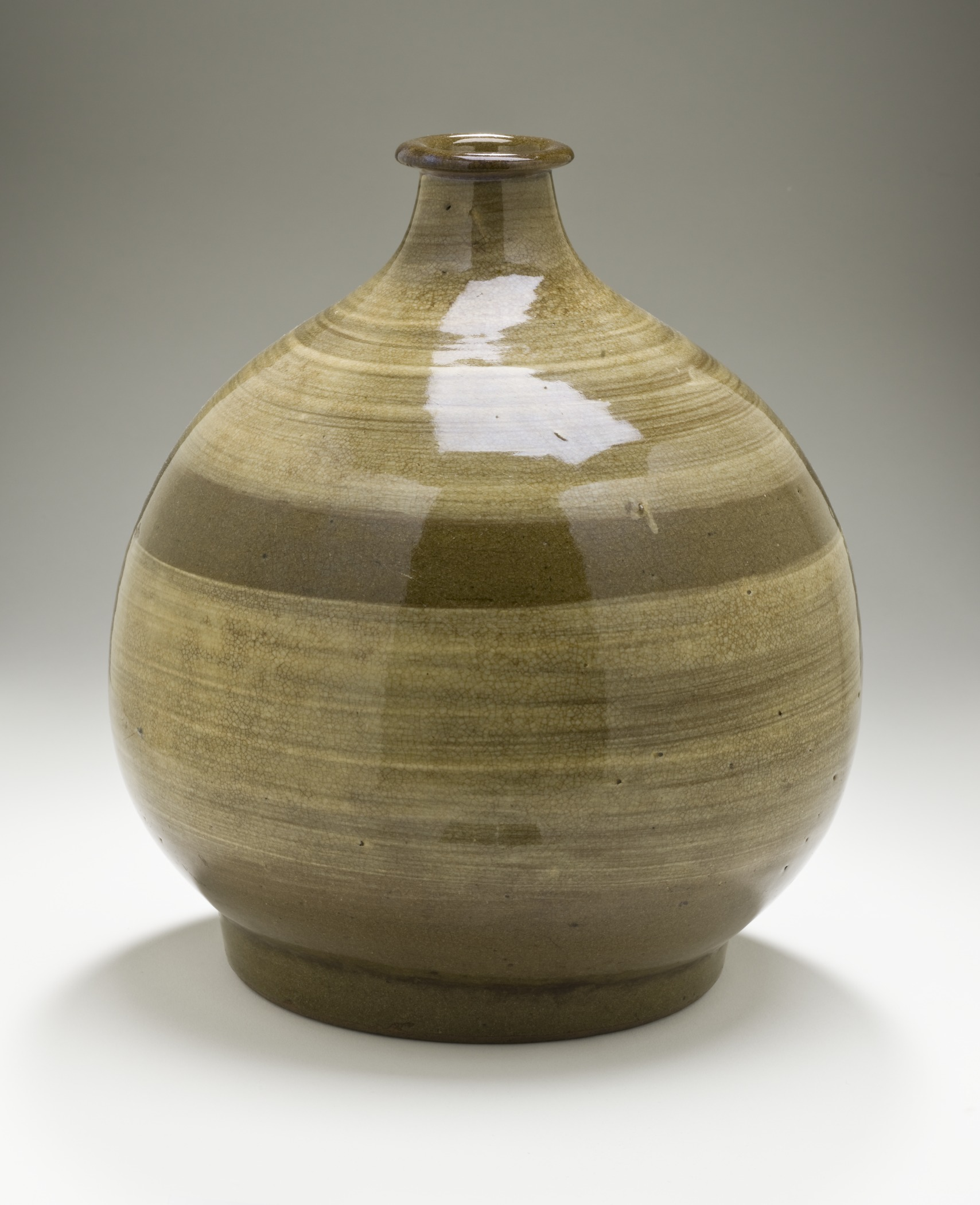
Im Los Angeles County Museum of Art